# Zona reservada Reserva paisajística Cerro Khapia
La zona reservada Reserva paisajística Cerro Khapia es una área protegida del Perú, fue declarada el 28 de mayo de 2011 con el objetivo de conservar los valores y la diversidad biológica, cultural, paisajística y de ecosistemas del cerro Khapia. Esta zona reservada reconoce el derecho de propiedad de las comunidades campesinas de la zona, así como el respeto a las prácticas culturales, religiosas, espirituales y agropecuarias tradicionales.